# Ochyra variabilis
Ochyra variabilis là một loài bọ cánh cứng trong họ Cerambycidae.